# Церковь Успения на Торгу
Церковь Успения Пресвятой Богородицы на Торгу́ — недействующий православный храм в Великом Новгороде на Ярославовом дворище. Построен в 1458 году на фундаменте храма XII века. Рядом находится церковь Параскевы Пятницы на Торгу.

## История
В Новгородской первой летописи существует запись о том, что «в лето 6643 (1135) заложи церковь камену святыя Богородиця на Торговищи Всеволод, Новгород, с архиепископом Нифонтом». Строительство шло в течение девяти лет и было закончено в 1144 году.
Церковь посвящалась новгородцам, погибшим у Жданой горы в неудачном походе в Суздальскую землю. Не считая церкви Спаса на Нередице, Успенская представляет собой последнюю крупную княжескую постройку в Новгороде. Согласно летописным записям, она неоднократно подвергалась крупным перестройкам в связи со случавшимися (например, в 1541, 1606, 1745 году) пожарами.
В 1409 году с севера и с юга к ней были пристроены приделы Алексея человека Божия и мученицы Екатерины. В результате многократных перестроек церковь сохранила только свой первоначальный план. Особенно серьёзные изменения в её облик были внесены в 1458 году. Летопись сообщает, что она была поставлена на старой основе, а «стару каменну же порушив».
В XIX веке, кроме описываемой Успенской церкви, в Новгороде имелись ещё две с таким же посвящением — в Козьмодемьянском Заполье и на Лубянице. В 1830—1860 годах с запада от храма была выстроена трёхъярусная колокольня с шестью колоколами.

### XX век
После закрытия церкви как действующего прихода в 1930-е годы она была приспособлена под склад. Во время Великой Отечественной войны церковь получила относительно небольшие повреждения, утратив лишь маковку и кровлю. Южный придел сохранился в целости вместе с небольшим куполом, кровлей и апсидой. Северный придел утратил кровлю, но сохранял стены и апсиду.
В 1950-е годы множество сооружений Ярославова дворища и Торга по указу местных партийных органов были разобраны на кирпич. В том числе была снесена колокольня церкви Успения и полностью разобран её северный придел.

## Архитектура
Представляет собой крестово-купольный шестистолпный трёхапсидный храм с одним куполом. Фасады завершены четырёхскатным покрытием, расчленены лопатками, объединенными арками закомар. Кровля прямая, четырёхскатная. Апсиды гладкие, полукруглые. Барабан украшен бегунцом. Окна прямоугольные, расположены в нишах, большинство из них имеют полуциркульные завершения.

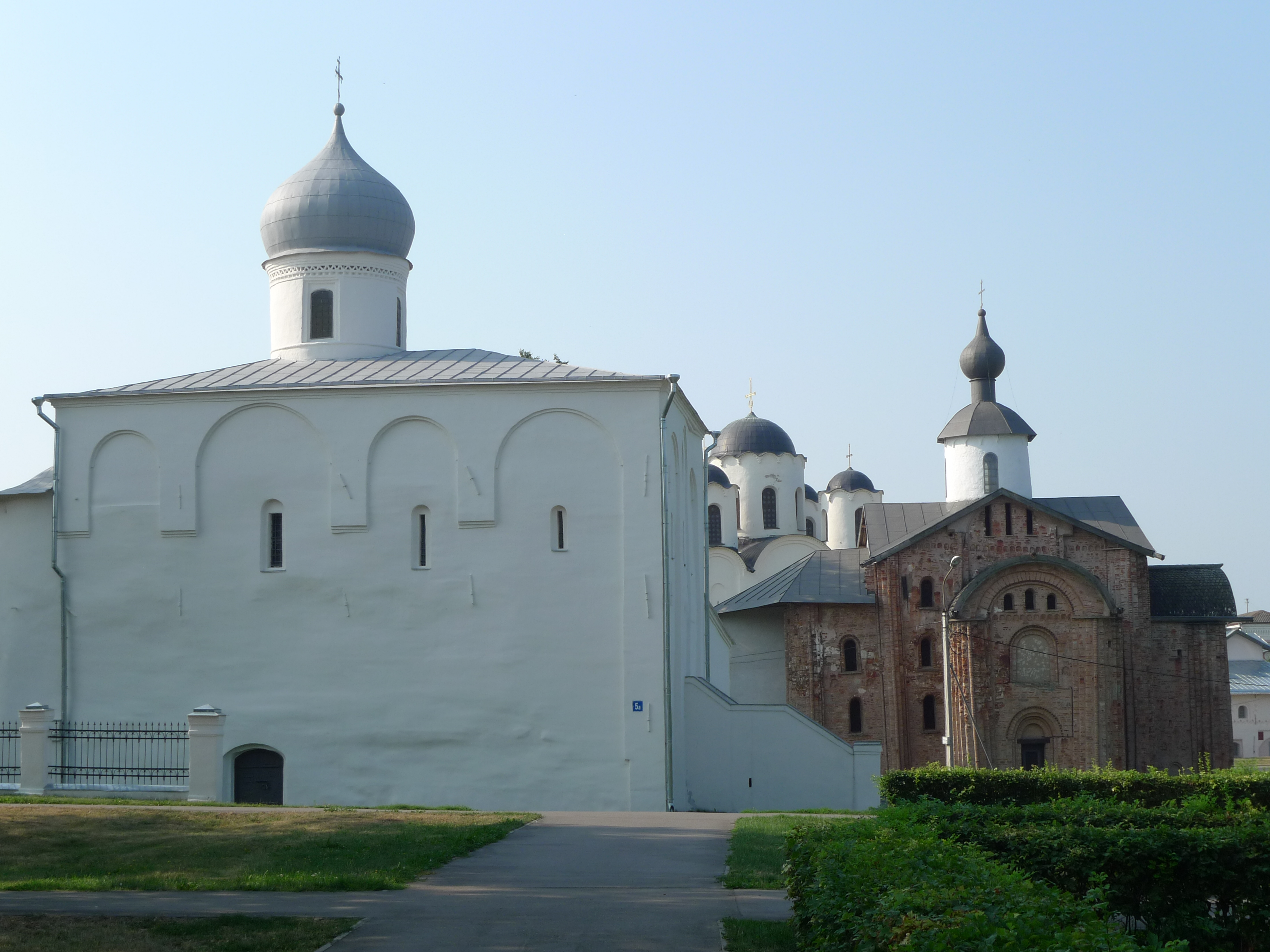
Вид с севера
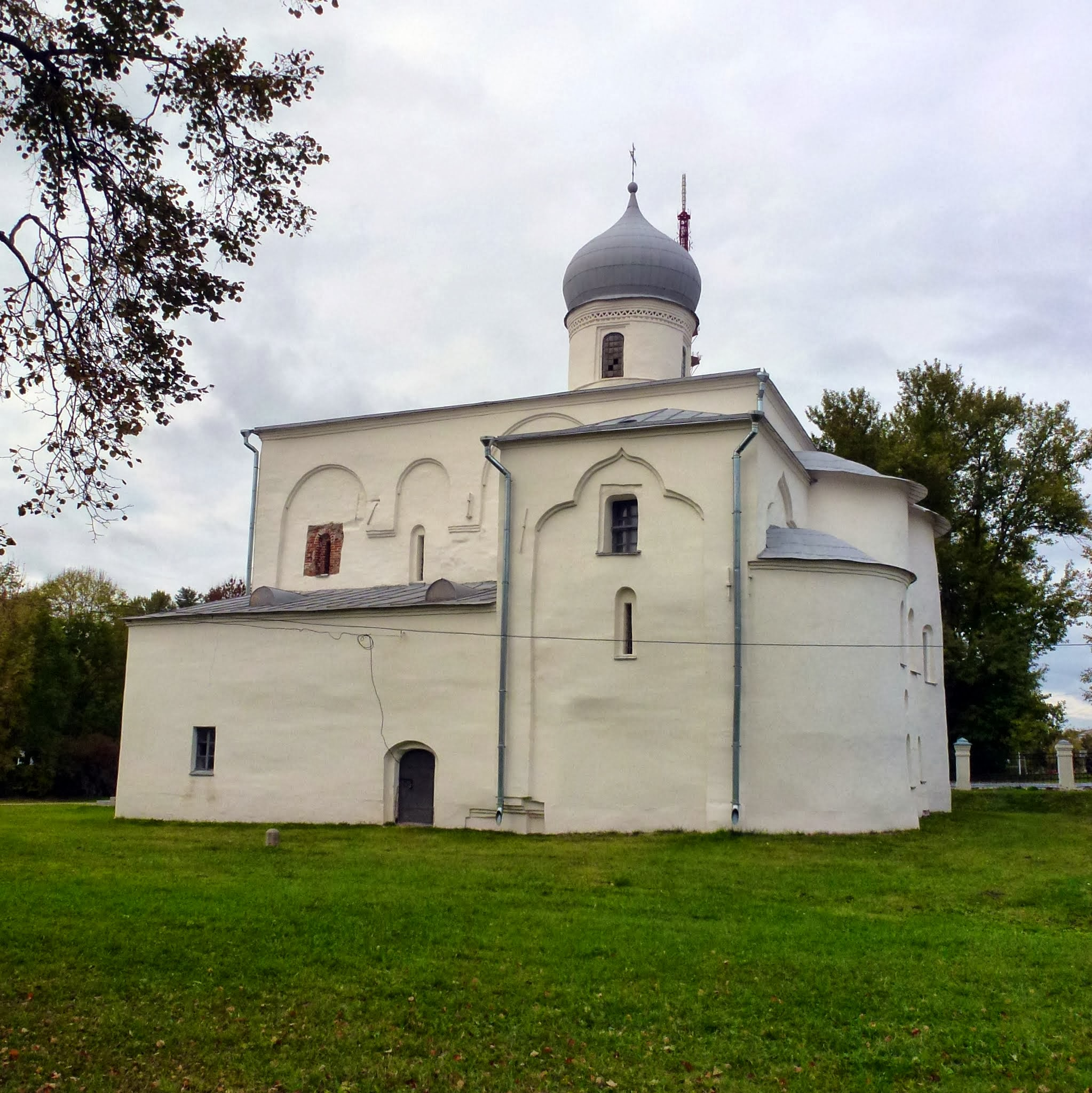
Вид с юга
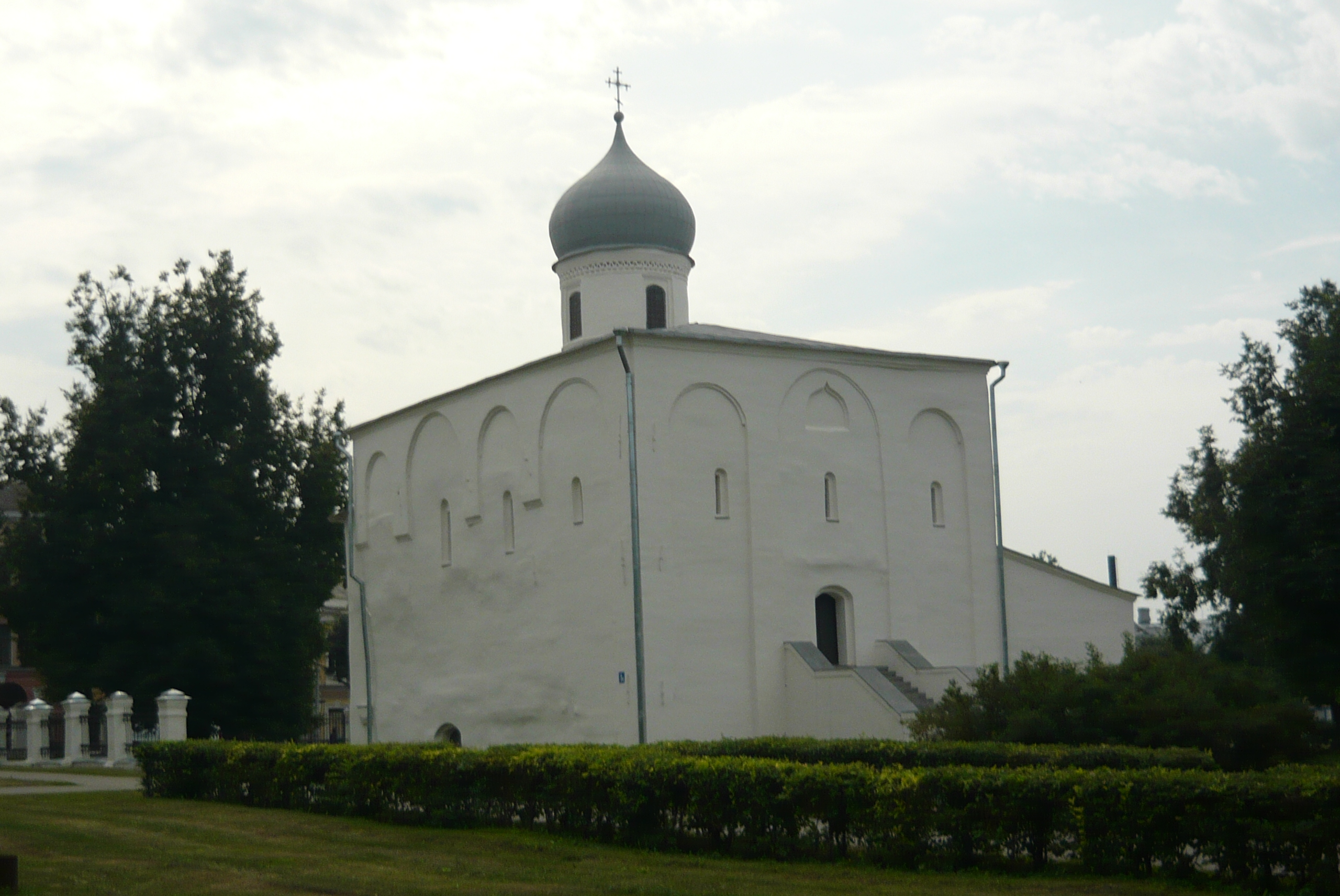
Вид с северо-запада